# واسیلی داکوچایف
 واسیلی واسیلِویچ داکوچایف (به انگلیسی: Vasily Vasili'evich Dokuchaev)، دانشمند روسی و پدر علوم خاک یا خاک‌پژوهی (پدولوژی) است. او علم خاک را در کشور روسیه توسعه داده و نخستین کسی بود که به بررسی وسیع جغرافیایی انواع مختلف خاک‌ها پرداخت. سهم بزرگ او در علم، قرار دادن خاک در نقشه بود. او نظریه‌ای ارائه داد با این مضمون که تنوع جغرافیایی انواع مختلف خاک‌ها را می‌توان نه‌تنها با عوامل زمین‌شناسی (منشاء مواد)، بلکه با آب و هوا و عوامل توپوگرافی و زمان در دسترس برای مطالعه خاک و خاک‌شناسی (تشکیل خاک) توصیف کرد.
او با استفاده از این نظریه به عنوان پایه و اساس توانست اولین طبقه‌بندی در زمینه خاک را ارائه دهد. 
به پاس خدمات او به علم خاک‌شناسی یکی از دهانه‌های مریخ را به نام او نام‌گذاری کردند.